# 崔育楩
崔育楩（？—？），山西平陽府襄陵縣人。明末官員，同進士出身。
崇禎七年（1634年）甲戌科三甲第一百六十一名進士。崇禎八年（1635年）任山東東明縣知縣，因丁憂回籍。